# Ле Казе I (Терни)
Ле Казе I је насеље у Италији у округу Терни, региону Умбрија.
Према процени из 2011. у насељу је живело 18 становника. Насеље се налази на надморској висини од 441 м.